# Dream Aya
Dream Aya（ドリーム・アヤ、1987年7月16日 - ）は、日本の写真家。元歌手、元ダンサー。Dream、E-girlsの元メンバー。
大阪府松原市出身。

## 略歴
SOEIプロダクションのスクール生であった。
2002年7月7日、オーディションを経て、dream（Dream）に加入。
2011年4月24日、E-girlsとしても始動。
2013年11月、E-girlsのリーダーに就任。
2017年6月5日、予てから携わっていた制作活動に専念し、E.G.familyのチーフ・クリエイティブ・マネージャーとして活動することを発表。同年7月16日の『E-girls LIVE 2017 〜E.G. EVOLUTION〜』が、DreamおよびE-girlsとして最後の活動となった。
2020年1月からフリーランスで活動。

## 人物
弟が1人、妹が1人いる。
2021年9月7日に結婚を発表した。夫の野嶋倫は、芸能人女子フットサルチームTEAM dreamのコーチを務めていた。
37歳の誕生日を迎えた2024年7月16日に第1子妊娠を発表し、同年8月に第1子女児を出産した。不妊治療を経て妊娠、出産に至ったと明かしている。

## 作品

### ソロ曲
- キミに逢いたい（2015年）[19]

## プロデュース
- E-girls 写真集『カラフル・ダイアリー』（2014年）[20]
- E.G.family カレンダー（2018年 - ）[21]

### 編集長
- DRM OFFICIAL FAN CLUB『Live your dreams』 会報第27号 - 第30号
- E-girls FAMILY OFFICIAL FAN CLUB 会報（2016年 - 2017年）[22][23]
- E.G.family OFFICIAL FAN CLUB E.G.F.C. 会報（2017年 - 2020年）[24][23]

### 写真展
- E.G. GALLERY フォトバイアヤ展（2017年）[25]
- フォトバイアヤ展 〜NATURAと私の10年間〜（2018年）[26]
- KOBINAI clothes & ART POPUP × Photo by Aya「STAY YOUNG FOREVER」[27]
- E.G.F.C.展 〜9人の写真家×E.G.family〜（2018年）[28]
- "Part of Life" Photo by Aya（2019年）
- アソビル ART SELECTION vol.1  フォトバイアヤ展 〜あそび人。〜（2019年）[29]

### 連載
- TOKYO HEADLINE WEB Dream Ayaのフォトコラム【フォトバイアヤ】（2017年11月 - 2023年9月）[30]
- ViVi「Photo by Aya in ViVi」（2018年6月号 - 2019年5月号）[31]
- 日刊スポーツ「Dream Ayaのココだけの話」（2019年2月）[32]

## 出演

### 短編映画
- ほわいと。ポーズ（2008年）[33]

### テレビ番組
- UTAGE!（2014年4月 - 2015年9月、TBSテレビ）[34][35]

### その他
- 松原市ドリームアンバサダー（2017年 - ）[2]
- HAPPY WOMAN「日本の女性を元気にする」プロジェクト[23][36]（2018年 - ）
- 富士フイルム「"PHOTO IS" 思いをつなぐ。50,000人の写真展2019」心に響いた100選（2019年）[37][38]
- PIVIm連載「本気のキムチチゲが知りたい」（2024年）[39]